# Kanno Masaaki
Masaaki Kanno (sinh ngày 15 tháng 8 năm 1960) là một cầu thủ bóng đá người Nhật Bản.

## Sự nghiệp câu lạc bộ
Masaaki Kanno đã từng chơi cho JEF United Ichihara và Kyoto Purple Sanga.

## Thống kê câu lạc bộ

### J.League
| Đội                 | Năm       | J.League | J.League | J.League Cup | J.League Cup | Tổng cộng | Tổng cộng |
| Đội                 | Năm       | Trận     | Bàn      | Trận         | Bàn          | Trận      | Bàn       |
| ------------------- | --------- | -------- | -------- | ------------ | ------------ | --------- | --------- |
| JEF United Ichihara | 1992      | -        | -        | 7            | 0            | 7         | 0         |
| JEF United Ichihara | 1993      | 2        | 0        | 1            | 0            | 3         | 0         |
| Tổng cộng           | Tổng cộng | 2        | 0        | 8            | 0            | 10        | 0         |